# Central Point Anti-Virus
Central Point Anti-Virus (CPAV) war ein Antivirusprogramm. Entwickelt wurde CPAV von Central Point Software Inc. Die Software wurde sowohl einzeln, als auch als Bestandteil der PC Tools verkauft. Verfügbar waren Versionen für DOS, Windows 3.x, Novell NetWare, Mac OS und OS/2.

## CPAV 1
In Version 1.0 basierte CPAV auf lizenzierter Technik von Turbo Anti-Virus der Firma Carmel Software. Die erste Windowsversion war noch als reiner manueller Scanner in CP Backup eingebunden - statt einer Sicherung musste eine Virenprüfung gewählt werden. Eine der Neuheiten war BootSafe – ein Programm zur Überwachung des Bootsektors, welches beim Systemstart über die CONFIG.SYS geladen wurde und zusätzlich auf Bootsektorviren prüfen konnte.

### Microsoft Anti-Virus
Eine funktional deutlich vereinfachte Variante von CPAV 1.4 war das im MS-DOS 6.x mitgelieferte Microsoft Anti-Virus DOS und Windows (MSAV und MWAV). Der Echtzeitscanner VDefend wurde bei MSAV VSafe genannt (nicht identisch mit VSafe von CPAV). Der Online-Scanner arbeitete mit den alten anfälligen Prüfsummen, was zum schlechten Ruf des Programms beitrug. Zudem wurden neue Signaturen nur mit größerem zeitlichen Abstand und nur von Central Point bereitgestellt.
Bereits als MS-DOS 6.0 erschien, war ein Virus in Umlauf, das MSAVs Funktionen nahezu komplett einschränken konnte. Tremor war ein dateiinfizierendes Retrovirus, das zur Umgehung von CPAV programmiert war und diese Funktionen auch bei MSAV voll ausführen konnte.

## CPAV 2
Praktisch zeitgleich mit MS-DOS 6.0 und der eingebundenen OEM-Variante MSAV erschien die deutlich überarbeitete Version 2.0 von CPAV, die erstmals mit Heuristik arbeitete. Zudem wurden die Prüfsummendateien neu strukturiert und umbenannt, um einen speziell auf diese Dateien zielenden Virenangriff zu neutralisieren. Das alte VDefend wurde durch VWatch ersetzt. Die Express-Oberfläche wurde durch eine dateimanagerartige GUI ergänzt, deren Hauptspeicherbedarf drastisch geringer war.
Die Windows-Version enthält eine überarbeitete GUI, bessere Integration in die PC Tools (Scan aus PC Tools - Dateimanager) und die Möglichkeit auch unter Windows einzelne Dateien statt kompletter Laufwerke scannen zu können – auch über mehrere Laufwerke verteilt. Die letzte Version war 2.2, die einige kleine Verbesserungen und einen etwas höhere Scan-Geschwindigkeit aufwies.

## Nach der Übernahme
Symantec bot den Abonnenten von CPAV für den bezahlten Zeitraum noch Signaturupdates an und nach Abschluss einen Umstieg auf Norton AntiVirus zum Update-Preis.
Die Technologien von CPAV wurden nach der Übernahme von Central Point teils in Norton AntiVirus übernommen. Optisch erkennbare Ähnlichkeiten gibt es jedoch nicht.